# Vurğun Hüseynov
Vurgun Huseynov, azerbajdžanski nogometaš, * 25. april 1988, Baku, Azerbajdžan.
Branilec, ki je kapetan prvoligaša Sumgayit in reprezentant Azerbajdžana.